# دبیرستان ردموند (واشینگتن)
دبیرستان ردموند، دبیرستانی در شهر ردموند در ایالت واشینگتن می‌باشد. این مدرسه در سال ۱۹۶۴ میلادی افتتاح شده و یکی از قدیمی‌ترین مدرسه‌های ردموند می‌باشد.